# Izraelska rukometna reprezentacija
Izraelska rukometna reprezentacija predstavlja državu Izrael u športu rukometu.
Trenutačni izbornik:
Krovna organizacija:
Prvi nastup:
Nije dosad ostvarila značajnih rezultata.

## Nastupi u kvalifikacijama za SP
(popis nepotpun)
Na izlučnim natjecanjima za sudjelovanje na SP 2007., natjecanje su okončali na 3. mjestu u skupini 2. 